# 1707 na literatura

## Nascimentos
| Data          | Nome                                   | Profissão                          | Nacionalidade | Observações | Ref |
| ------------- | -------------------------------------- | ---------------------------------- | ------------- | ----------- | --- |
| 22 de Abril   | Henry Fielding                         | romancista                         | Inglaterra    | m. 1754     |     |
| 7 de Setembro | Georges-Louis Leclerc, conde de Buffon | naturalista, matemático e escritor | França        | m. 1788     |     |

## Mortes
| Data | Nome | Profissão | Nacionalidade | Observações | Ref |
| ---- | ---- | --------- | ------------- | ----------- | --- |